# ثلیجان
ثلیجان (به عربی: ثلیجان) یک شهرداری در الجزایر است که در استان تبسه واقع شده‌است.